# Canary Wharf

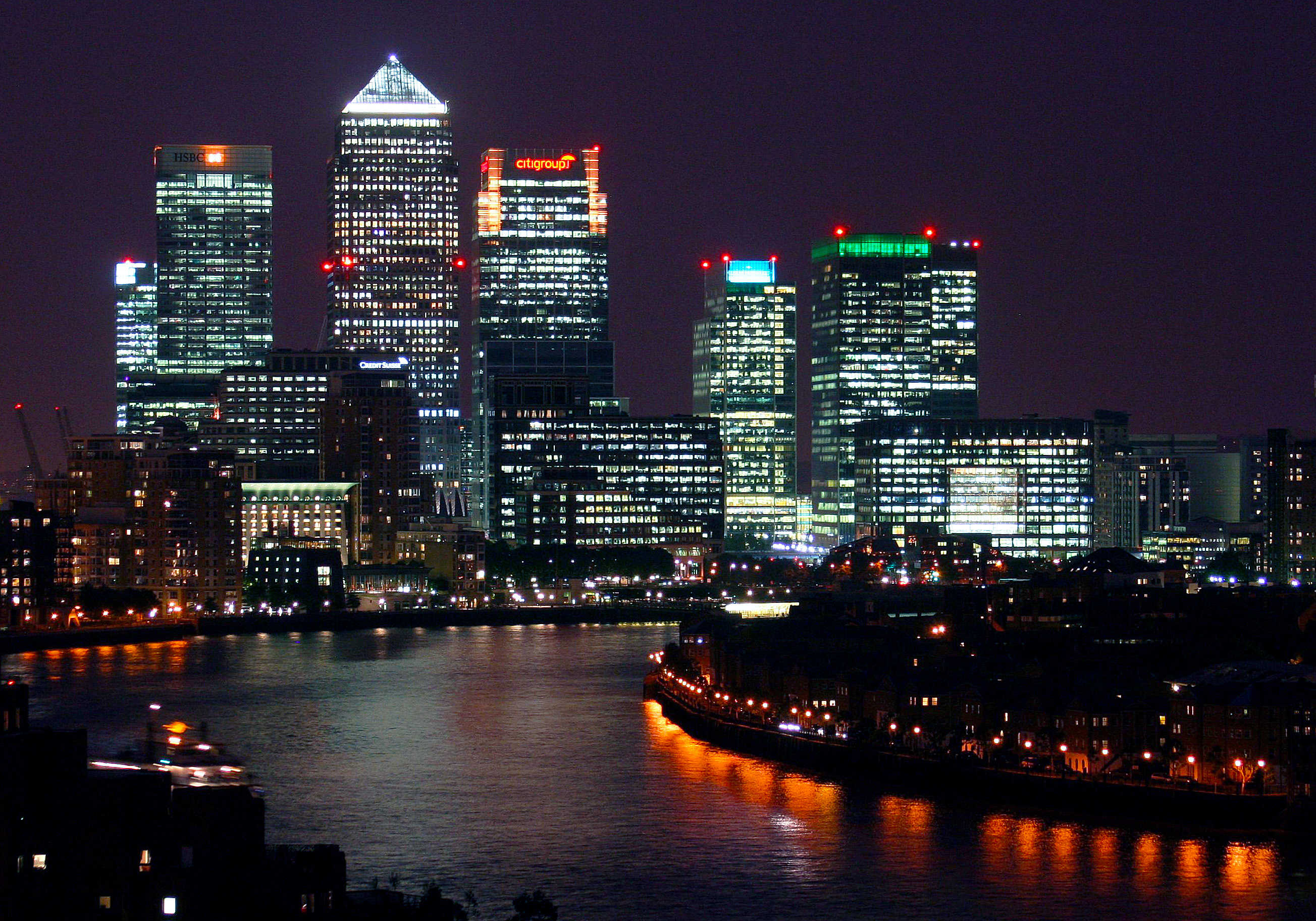
Canary Wharf.

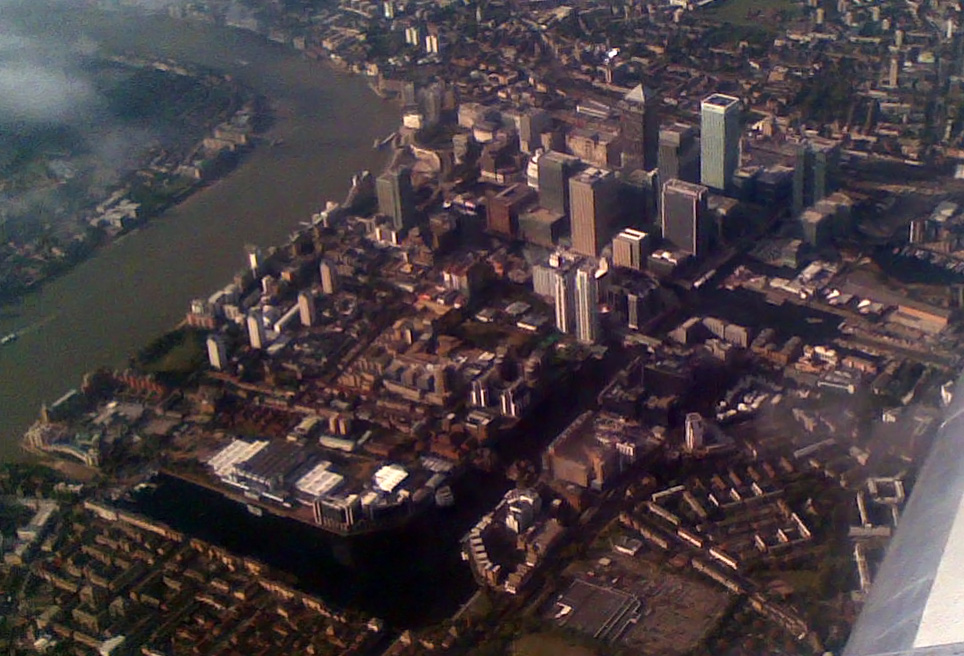
Halvön Isle of Dogs vid Themsen.

Canary Wharf är en stadsdel (district) och ett affärsområde på Isle of Dogs i London Borough of Tower Hamlets i London. Den ligger på den gamla West India Docks i Docklands. 
Området är en stark konkurrent till Londons traditionella finansiella centrum, City of London. De tre högsta byggnaderna i Storbritannien efter The Shard ligger i Canary Wharf; One Canada Square (235,1 m), HSBC Tower (199,5 m) och Citigroup Centre (199,5 m). 
Från 1802 till 1980 var området ett av världens mest trafikerade hamnar med 50 000 anställda vid sin höjdpunkt. Namnet kommer från Kanarieöarna (Hundöarna) eftersom det var en hel del av handeln från hamnen. 
Under andra världskriget blev området kraftigt bombat och nästan alla magasin förstördes eller blev allvarligt skadade. Efter en återhämtningsperiod på 1950-talet följde lågkonjunkturen för hamnen. Londons hamnar var för pressade och hade för liten flexibilitet för att överleva konkurrensen med platser som Felixstowe och Harwich och 1980 stängde anläggningen. 
Projektet för att förnya hamnområdet började 1981 när Londons Docklands Development Corporation grundades av Margaret Thatchers regering. Den ursprungliga planen var att försöka locka den lätta industrin och det största företag som fanns från början var TV produktionsbolaget Lime House Studios . 
Under 1980-talet började flera företag flytta till området och 1988 började fas 1 Canary Wharf som det ser ut i dag. 